# Daughtry (musikgrupp)
Daughtry är ett amerikanskt rockband från North Carolina, bildat 2006 av den före detta American Idol-deltagaren Chris Daughtry. Deras debutalbum släpptes den 21 november 2006 och låg etta två veckor i sträck på Billboard 200. Albumet slog därmed ut Idolvinnaren Taylor Hicks debutalbum och såldes i mer än 3 miljoner exemplar. Deras album är också det snabbast säljande debutrockalbumet i Soundscans historia.

## Bandmedlemmar
Nuvarande medlemmar
- Chris Daughtry – sång, akustisk gitarr, sologitarr (2006– )
- Josh Steely – sologitarr, bakgrundssång (2006– )
- Josh Paul – basgitarr (2006–2012, 2013– )
- Brian Craddock – rytmgitarr (2007– )
- Elvio Fernandes – gitarr, keyboard, bakgrundssång (2012– )
- Brandon Maclin – trummor, percussion (2014, 2016– )

Tidigare medlemmar
- Jeremy Brady – rytmgitarr, bakgrundssång (2006)
- Joey Barnes – trummor, slagverk (2006–2010)
- Robin Diaz – trummor, slagverk, keyboard, bakgrundssång (2010–2014)

Turnerande medlemmar
- Andy Waldeck – basgitarr, bakgrundssång (2012–2013)
- Jamal Moore – trummor, slagverk (2014)

## Diskografi
Studioalbum
- 2006 – Daughtry
- 2009 – Leave This Town
- 2011 – Break the Spell
- 2013 – Baptized
- 2018 – Cage to Rattle

EP
- 2011 – Leave This Town: The B-Sides

Singlar
- 2006 – "It's Not Over"
- 2007 – "Home (sång)"
- 2007 – "What I Want" (med Slash)
- 2007 – "Over You"
- 2007 – "Crashed"
- 2008 – "Feels Like Tonight"
- 2008 – "What About Now"
- 2009 – "No Surprise"
- 2009 – "Life after You"
- 2011 – "Renegade"
- 2011 – "Crawling Back to You"
- 2012 – "Outta My Head"
- 2012 – "Start of Something Good"
- 2013 – "Waiting for Superman"
- 2014 – "Battleships"
- 2016 – "Torches"
- 2018 – "Deep End"

Samlingsalbum
- 2016 – It's Not Over...The Hits So Far